# A museMentally
『A museMentally』（アミューズメンタリー）は、スキマスイッチの10枚目のオリジナルアルバム。

## 解説
- ライブアルバム『スキマスイッチ 20th Anniversary "POPMAN'S WORLD 2023 Premium"』から約3か月ぶりのリリース。オリジナルアルバムとしては8thアルバム『Hot Milk』、9thアルバム『Bitter Coffee」から約2年7か月ぶりのリリースとなる。
- 常田は本作について、「（「逆転トリガー」や「遠くでサイレンが泣く」など）今回は自分たちの年齢が出ている曲が多い。」と語っている[1]。
- 通常盤・ファンクラブ限定DELUXE盤の2種同時発売[2]。

## 収録曲
| 全作詞・作曲・編曲: スキマスイッチ。 |                                |                |                |
| #                                    | タイトル                       | 作詞           | 作曲・編曲     |
| 1.                                   | 「Intro ～for Conpact Disc～」 | スキマスイッチ | スキマスイッチ |
| 2.                                   | 「ゼログラ」                   | スキマスイッチ | スキマスイッチ |
| 3.                                   | 「Lovin' Song」                | スキマスイッチ | スキマスイッチ |
| 4.                                   | 「逆転トリガー」               | スキマスイッチ | スキマスイッチ |
| 5.                                   | 「ごめんねベイビー」           | スキマスイッチ | スキマスイッチ |
| 6.                                   | 「遠くでサイレンが泣く」       | スキマスイッチ | スキマスイッチ |
| 7.                                   | 「Lonelyの事情」               | スキマスイッチ | スキマスイッチ |
| 8.                                   | 「コトバリズム」               | スキマスイッチ | スキマスイッチ |
| 9.                                   | 「魔法がかかった日」           | スキマスイッチ | スキマスイッチ |
| 10.                                  | 「クライマル」                 | スキマスイッチ | スキマスイッチ |
| 11.                                  | 「君と願いを」                 | スキマスイッチ | スキマスイッチ |
| 合計時間:                            | 合計時間:                      | 0:00           |                |

## 楽曲解説
1. Intro ～for Compact Disc～
  - CDのみに収録。
2. ゼログラ
  - 本作の実質1曲目であることから「勢いのある曲」として制作された[3]。
  - スキマスイッチの楽曲としては初めて「ヴォーカルチョップ」を取り入れている[3]。
  - 自身のYouTube番組で経験したスカイダイビングをイメージして制作された。詞は、スカイダイビングをしている大橋を、地上から見ている常田の視点で書かれている[4]。
3. Lovin' Song
  - 27thシングル「Lovin' Song」収録。
  - テレビ朝日金曜ナイトドラマ『おっさんずラブ-リターンズ-』主題歌[5]
4. 逆転トリガー
  - テレビ東京系2024アスリート応援ソング[6]
  - デビューから3rdアルバム『夕風ブレンド』あたりの楽曲の雰囲気を意識して作った楽曲[7]。
  - 本作のリード曲にあたる楽曲[8]。
  - 大橋は「「全力少年」みたいにイントロで分かる曲にしたかった」と、イントロのピアノに強くこだわったと語っている[4]。
  - MVの監督はウスイヒロシ。ウスイがスキマスイッチのMVの監督を務めるのは「全力少年」「ガラナ」「Hello Especially」に続き4作目[9]。
5. ごめんねベイビー
  - 本作における小休止的な位置の楽曲[10]。
  - 仮タイトルは「カルソング」[4]。
  - コメディ的な要素を意識して作られた楽曲であり、大橋のアイデアによって曲中に常田のセリフがある[10]。
  - また、大橋は「初期の頃の楽曲の続編」であることを仄めかしている[10]。
6. 遠くでサイレンが泣く
  - デモ自体は、8thアルバム『Hot Milk』、9thアルバム『Bitter Coffee』の頃に出来上がっていた[11]。
  - 「寝起きの状態」を表現するために、声出しをせずにボーカルのレコーディングを行った[4]。
7. Lonelyの事情
  - 2000年代の洋楽のテイストを意識して作った楽曲[12][13]。
  - 作詞は、大橋がデタラメに歌ったものを常田が歌詞に起こすという、初期に取り入れていた手法で行われた[12]。
  - レコーディング中に起こった”事件”を、そのまま収録している[12]。
  - デモ自体は2015年に作ったものであり、本作で一番古い[12][13]。
  - 『Bitter Coffee』の「G.A.M.E.」と同様に、自身のカバーライブ『THE PLAYLIST』のバンドメンバーである「The PLAYLISTERS」と一緒に、レコーディングの中でアレンジを行う形を取っている[13]。
8. コトバリズム
  - 配信シングル。
  - テレビ東京系列『しまじろうのわお!』番組内楽曲[14]
9. 魔法がかかった日
  - TOYO TIRES「すべてのトラック・バス事業に携わる人たちに感謝を伝えるプロジェクト2024」テーマソング[15]
  - タイアップのための書き下ろしということもあり、旅をテーマにした楽曲[16]。
  - また、「ある人への思いを込めた」楽曲とも語っており、曲の随所に「ある人」にまつわる要素が散りばめられている[16]。
  - 大橋曰く、この曲のピアノのレコーディングの時、「シンタくんに（ある人が）降りてきたように感じた」と語っている。常田も「こういうことかと一瞬思った時のテイクからガラッと変わった」と明かしている[13]。
10. クライマル
  - インソース創立20周年テーマソング[17]
  - 自分の背中を押すことを意識して作られており、常田は「内面から出るようなエネルギーを形にしたかった」と語っている[18]。
  - テーマは「前向きに、ひとつひとつ着実に」。テーマに基づき、ロッククライミングを題材にしている[13]。
  - 常田は大サビを「何回も聴いて欲しいポイント」としている[13]。
11. 君と願いを
  - 「映画の様な世界観」を意識してアレンジしており、ピアノは「クラシックのタッチ」に拘っている[19][13]。
  - 常田がふいに弾いたピアノのフレーズから、大橋が着想を得て制作したデモが基になっている[13]。
  - また、大橋は「ある楽曲の続編」であることを仄めかしている[19]。

## 演奏
- 大橋卓弥
  - Voice (#1)
  - Vocal (#2-11)
  - Chorus (#2.3.4.5.7.8.9.10)
  - Acoustic Guitar (#4.5.6.7)
  - Electric Guitar (#10)
- 常田真太郎
  - Voice, Programming & All Other Instruments (#1)
  - Rhodes (#2.8)
  - Piano (#3.4.5.6.9.11)
  - Wurlitzer (#7.10)
  - Organ (#7)
  - All Other Instruments (#2.3.4.8.10)
  - Chorus (#5)
- 山本タカシ：Electric Guitar (#2.3.7.8)
- 西川進：Electric Guitar (#2)
- 須長和広
  - Bass (#2)
  - Wood Bass (#5.6)
- 川口千里：Drums (#2)
- 種子田健：Bass (#3.4.9)
- 吉田佳史 (TRICERATOPS)：Drums (#3.7.8.10)
- 弦一徹ストリングス：Strings (#3.4.10.11)
- 石成正人
  - Electric Guitar (#4)
  - Acoustic Guitar (#9)
- 村石雅行：Drums (#4.9)
- 松本智也
  - Percussion (#4)
  - Suspended Cymbal (#11)
- 石若駿：Drums (#5)
- 武嶋聡：Clarinet (#5)
- 磯貝一樹：Electric Guitar (#6)
- 神谷洵平：Drums (#6)
- 紺野光広：Bass (#7)
- 三浦淳悟 (ペトロールズ)：Bass (#8)
- 浦清英：Organ (#9)
- 藤井謙二：Electric Guitar (#10)
- 隅倉弘至：Bass (#10)

## ファンクラブ限定DELUXE盤

### 概要
- 期間内に予約された分のみの限定生産。
- ファンクラブ会員限定販売であり、UNIVERSAL MUSIC STOREでのみ購入が可能。
- 内容は、CDと特典映像を収録したBlu-rayに加え、ミニ色紙が付属された[2]。

### Blu-ray
- RISING SUN ROCK FESTIVAL 2023 (2023.8.12 on RED STAR FIELD)
  1. 全力少年
  2. 奏（かなで）
- MINAMI WHEEL 2023 (2023.10.9 at SUNHALL)
  1. view
  2. 藍 ～僕たちの色彩～
  3. Ah Yeah!!
  4. 全力少年
  5. 奏（かなで）
- レコーディング・ドキュメント

## プロモーション

### キャンペーン
本作のリリースに伴い、様々なキャンペーンが展開された。
- 購入する対象店舗に応じて先着で購入特典がプレゼントされた。

| 対象店舗                                                     | 特典内容                    |
| ------------------------------------------------------------ | --------------------------- |
| Amazon.co.jp                                                 | メガジャケ                  |
| 楽天ブックス                                                 | A4クリアファイル（絵柄1種） |
| UNIVERSAL MUSIC STORE                                        | B2告知ポスター              |
| タワーレコード、HMV、TSUTAYA、山野楽器、ほか一部のCDショップ | ステッカー                  |

### テレビ出演
| 番組名                                     | 日付          | 放送局                                  | 演奏曲       |
| ------------------------------------------ | ------------- | --------------------------------------- | ------------ |
| スイッチ!                                  | 2024年6月27日 | 東海テレビ                              | -            |
| キャッチ!                                  | 2024年6月27日 | 中京テレビ                              | -            |
| クラシックTV                               | 2024年7月4日  | NHK教育テレビジョン                     | ボクノート   |
| The Day.～アーティストたちの特別なあの日～ | 2024年7月9日  | 日テレプラス ドラマ・アニメ・音楽ライブ | -            |
| 歩道・車道バラエティ 道との遭遇            | 2024年7月9日  | CBCテレビ                               | -            |
| ぐっと                                     | 2024年7月12日 | 中京テレビ                              | -            |
| a-NN♪                                      | 2024年7月21日 | テレビ愛知                              | -            |
| よんチャンTV                               | 2024年7月26日 | 毎日放送                                | -            |
| ミュージックフェア                         | 2024年7月27日 | フジテレビ                              | 奏（かなで） |
| ミュージックフェア                         | 2024年7月27日 | フジテレビ                              | 逆転トリガー |
| N-18 凸                                    | 2024年7月27日 | 石川テレビ                              | -            |
| ミュージックステーション                   | 2024年8月16日 | テレビ朝日                              | 逆転トリガー |
| ミュージックステーション                   | 2024年8月16日 | テレビ朝日                              | 全力少年     |
| 音道楽√                                    | 2024年8月16日 | 読売テレビ                              | -            |

- 演奏曲の太字は収録曲。

## ライブ映像作品
| 曲名                 | 発売年 | 作品名                                                   |
| -------------------- | ------ | -------------------------------------------------------- |
| ゼログラ             | 2025年 | スキマスイッチ TOUR 2024-2025 “A museMentally” THE MOVIE |
| Lovin' Song          | -      | →「 Lovin' Song#ライブ映像作品 」を参照                  |
| 逆転トリガー         | 2025年 | スキマフェス                                             |
| 逆転トリガー         | 2025年 | スキマスイッチ TOUR 2024-2025 “A museMentally” THE MOVIE |
| ごめんねベイビー     | 2025年 | スキマスイッチ TOUR 2024-2025 “A museMentally” THE MOVIE |
| 遠くでサイレンが泣く | 2025年 | スキマスイッチ TOUR 2024-2025 “A museMentally” THE MOVIE |
| Lonelyの事情         | 2025年 | スキマスイッチ TOUR 2024-2025 “A museMentally” THE MOVIE |
| コトバリズム         | -      | →「 コトバリズム#ライブ映像作品 」を参照                 |
| 魔法がかかった日     | 2025年 | スキマスイッチ TOUR 2024-2025 “A museMentally” THE MOVIE |
| クライマル           | 2025年 | スキマフェス                                             |
| クライマル           | 2025年 | スキマスイッチ TOUR 2024-2025 “A museMentally” THE MOVIE |
| 君と願いを           | -      | -                                                        |

## 他のアルバムへの収録
| 曲名                 | 発売年 | 作品名                                         | 分類   |
| -------------------- | ------ | ---------------------------------------------- | ------ |
| ゼログラ             | 2025年 | スキマスイッチ TOUR 2024-2025 “A museMentally” | ライブ |
| Lovin' Song          | -      | →「 Lovin' Song#収録アルバム 」を参照          | -      |
| 逆転トリガー         | 2025年 | スキマスイッチ TOUR 2024-2025 “A museMentally” | ライブ |
| ごめんねベイビー     | -      | -                                              | -      |
| 遠くでサイレンが泣く | 2025年 | スキマスイッチ TOUR 2024-2025 “A museMentally” | ライブ |
| Lonelyの事情         | 2025年 | スキマスイッチ TOUR 2024-2025 “A museMentally” | ライブ |
| コトバリズム         | -      | →「 コトバリズム#収録アルバム 」を参照         | -      |
| 魔法がかかった日     | 2025年 | スキマスイッチ TOUR 2024-2025 “A museMentally” | ライブ |
| クライマル           | 2025年 | スキマスイッチ TOUR 2024-2025 “A museMentally” | ライブ |
| 君と願いを           | -      | -                                              | -      |